# حارة بيت مذكور (صنعاء)
بيت مذكور هي إحدى حارات حي الرحبة بمدينة الروضة شمال العاصمة اليمنية "صنعاء"، بلغ تعداد سكانها 124 نسمة حسب تعداد اليمن لعام 2004.